# Allen (Nebraska)
Allen je selo u američkoj saveznoj državi Nebraska. Prema popisu stanovništva iz 2010. u njemu je živjelo 377 stanovnika.